# Виолетта Нозьер (фильм)
«Виолетта Нозьер» (фр. Violette Nozière) — кинофильм режиссёра Клода Шаброля, снятый в 1978 году по одноимённой книге Жана-Мари Фритера (Jean-Marie Fritère), рассказывающей историю реальной французской преступницы Виолетты Нозьер, которая в 1933 году отравила своих родителей с целью завладеть их наследством.

## Сюжет
18-летняя Виолетта Нозьер (Изабель Юппер), ютящаяся в небольшой квартирке вместе со своими родителями, ведёт двойную жизнь: тайно от отца (Жан Карме) и матери (Стефан Одран) она занимается проституцией. Во время одного из посещений доктора выясняется, что у неё сифилис. Однако ей удаётся убедить родителей, что эта болезнь досталась ей по наследству, так что всем им необходимо принимать лекарства. 
Вскоре Виолетта встречает Жана Дабена (Жан-Франсуа Гарро), в которого влюбляется, однако тому не нужно ничего, кроме денег. Виолетта снабжает любовника деньгами, заработанными проституцией или украденными у родителей, однако Жану этого мало, и через некоторое время он оставляет её. 
Находясь в расстроенных чувствах, Виолетта даёт родителям яд под видом лекарства. Отец умирает, а мать остаётся в живых. Когда её арестовывают, Виолетта сообщает, что она хотела убить только отца, который совратил её. Из фильма остаётся неясным, говорит ли она правду или лжёт. В конце концов Виолетту приговаривают к смертной казни путём гильотинирования, однако, как сообщает голос за кадром в конце ленты, президент заменил ей наказание на пожизненное заключение, а спустя годы она была освобождена (помилована), 
вышла замуж и имела пятерых детей.

## В ролях
- Изабель Юппер — Виолетта Нозьер
- Стефан Одран — Жермен Нозьер
- Жан Карме — Батист Нозьер
- Жан-Франсуа Гарро — Жан Дабен
- Ги Хоффман — судья
- Жан Дальмен — Эмиль
- Лиза Ланглуа — Мадди
- Франсуа Местр — месье Майоль
- Фабрис Лукини — студент
- Доминик Зарди — официант
- Бернадетт Лафон — сокамерница Виолетты

## Награды и номинации
- 1978 — приз лучшей актрисе Каннского кинофестиваля (Изабель Юппер)
- 1979 — премия «Сезар» за лучшую женскую роль второго плана (Стефан Одран), а также 3 номинации: лучшая женская роль (Изабель Юппер), лучшая музыка (Пьер Жансен), лучшая работа художника (Жак Бриццио)